# Custer’s Revenge
Custer’s Revenge, auch bekannt unter dem Namen Westward Ho und The White Man Came, ist ein Adult Video Game, das 1982 für das Atari 2600 veröffentlicht wurde. Es ist der erste von drei Titeln in der Reihe Swedish Erotica des Spieleentwicklers Mystique. Das Spiel sorgte nach Erscheinen für eine große Kontroverse, da hier grob die Vergewaltigung einer Indianerin simuliert wurde.
Mystique musste während des Video Game Crash im Jahr 1983 Insolvenz anmelden, womit die Rechte an diesem Spiel an das Unternehmen Playaround gingen, das ähnlich wie Mystique versuchte, mit erotischen Videospielen in Amerika Geld zu verdienen.

## Spielprinzip
Der Spieler schlüpft in die Rolle von General George Armstrong Custer, der mit nichts anderem als einem Kavalleriehut, Schuhen und einem Säbel bekleidet ist. Er hat eine deutlich sichtbare Erektion und versucht eine an einem Marterpfahl angebundene Indianerin zu erreichen, um mit ihr zu kopulieren. Auf dem Weg muss er mehreren Hindernissen wie Pfeilen und Kakteen ausweichen. Ziel des Spiels ist, so viele Punkte wie möglich zu erreichen.
In einer von Playaround unter dem Namen General Retreat veröffentlichten Variante des Spiels, ist es die nackte Frau, die versucht mit Custer Sex zu haben. Die Pfeile wurden in dieser Fassung durch Kanonenkugeln ausgetauscht.

## Marketing
Das Spiel erreichte relativ schnell gute Verkaufszahlen, wobei die Verpackung den Aufdruck „NOT FOR SALE TO MINORS“ (Nicht für den Verkauf an Minderjährige geeignet) trug. Verkauft wurde das Spiel für 49,95 US-Dollar. Im Handbuch stand folgender Satz:

“… if the kids catch you and should ask, tell them Custer and the maiden are just dancing.”

„… wenn ihre Kinder sie beim Spielen erwischen sollten und sie danach fragen, erzählen sie ihnen, dass Custer und die Frau nur miteinander tanzen.“

Auf der Verpackung war folgendes zu lesen:

“she’s not about to take it lying down, by George! Help is on the way. By God! He's coming.”

„Es geht nicht darum, es liegend von George zu nehmen! Hilfe ist auf dem Weg. Bei Gott! Er kommt.“

## Rezeption
Custer’s Revenge wurde bereits kurz nach der Veröffentlichung von Frauenrechtsorganisationen scharf kritisiert, da hier eine Vergewaltigung gezeigt wurde und diese mit Verpackungstexten wie dem obigen geschönt wurde. Andere Gruppen wie Women Against Pornography oder Sprecher der Indianer Nordamerikas und Kritiker der Videospielindustrie protestierten gegen das Spiel. Die US-amerikanische Soziologin und Feministin Andrea Dworkin sagte über dieses Spiel, dass es viele Vergewaltigungen bei Indianerinnen ausgelöst hätte.
Die Aktivisten versuchten das Spiel verbieten zu lassen, was ihnen zumindest in Oklahoma City, Oklahoma gelang. In Suffolk County, New York wurde ein elf Millionen US-Dollar teurer Gerichtsprozess gegen die Legalisierung der Veröffentlichung des Spiels ausgetragen.
Die Medienaufmerksamkeit sorgte dafür, dass dieses Spiel insgesamt 80.000 Mal verkauft wurde. Atari selbst hatte mit dem Spiel wenig zu tun, da sie nur die Plattform für das Videospiel bot. Stuart Kesten der Präsident von American Multiple Industries (Mystique) sagte über dieses Spiel:

“our object is not to arouse, our object is to entertain […] When people play our games, we want them smiling, we want them laughing.”

„Unser Ziel ist es nicht, zu erregen, sondern zu unterhalten […] Wenn Menschen unsere Spiele spielen, dann wollen wir, dass sie lächeln; wir wollen, dass sie lachen.“

Das Videospiel wurde vom Angry Video Game Nerd in dem Video ATARI PORNO vorgestellt. Daneben wurde das Spiel im Jahr 2008 vom australischen PC Magazine zu einem der schlechtesten Spiele aller Zeiten gekürt. Im gleichen Jahr wurde die Indianerin des Spiels unter die Top Ten Disturbingly Sexual Game Characters der Webseite Games.net gewählt. Die Seite UGO.com listete dieses Spiel in seiner Top 10 der schlimmsten rassistischen Videospiele der Geschichte. Professor Tom Keenan von der University of Calgary zitierte dieses Spiel im Jahr 2008 in einem Gastkommentar über das Thema Gewalt in Videospielen.
In der South-Park-Episode You're Getting Old ist eine Arcade Maschine von Custer’s Revenge zu sehen.